# Ivano De Matteo
Pour les articles homonymes, voir Matteo et De Matteo.
Ivano De Matteo, né le 22 janvier 1966 à Rome, est un acteur et un réalisateur italien.

## Biographie
Ivano de Matteo a commencé sa carrière artistique en 1990 en fréquentant le laboratoire de théâtre Il Mulino di Fiora (Le moulin de Flore) dirigé par Perla Peragallo. En 1993, avec sa compagne Valentina Ferlan (auteur et scénariste venant de Trieste), il fonde la compagnie « Il Cantiere » (le chantier).
Après différents rôles dans des films dans les années 1990, il fonde la société de production Utopia Film en 2005. C'est la télévision qui le rend connu auprès du grand public à la fin des années 2000, avec le rôle de « Er Puma » dans Romanzo criminale. Son film La bella gente obtient le Grand prix du Festival du film italien d'Annecy en 2009.
Ivano De Matteo a vécu à Rome dans le quartier du Trastevere et aux abords de Viale Marconi.

## Filmographie

### Comme acteur
- 1992 : Le amiche del cuore de Michele Placido : Danilo
- 2002 : Velocità massima de Daniele Vicari : Fischio
- 2003 : Gente di Roma d'Ettore Scola
- 2009-2010 : Romanzo criminale de Stefano Sollima : Er Puma (TV)
- 2010 : Deux vies par hasard (it) (Due vite per caso) d'Alessandro Aronadio : Capranica
- 2011 : L'amore proibito d'Anna Negri (TV)
- 2013 : Tutti contro tutti (it) de Rolando Ravello
- 2021 : Occhi blu de Michela Cescon : Murena

### Comme réalisateur
- 1999 : Prigionieri di una fede
- 2002 : Ultimo stadio (it)
- 2009 : La bella gente
- 2012 : Les Équilibristes (Gli equilibristi)
- 2014 : Nos enfants (I nostri ragazzi)
- 2016 : La vita possibile
- 2020 : Un intrus dans la villa (Villetta con ospiti)
- 2023 : Mia (it)

## Crédit d'auteurs
- (it) Cet article est partiellement ou en totalité issu de l’article de Wikipédia en italien intitulé « Ivano De Matteo » (voir la liste des auteurs).